# Église Saint-Laurent de Pressiat
L'église Saint-Laurent est une église située en France sur la commune de Val-Revermont, plus précisément dans l'ancienne commune de Pressiat, dans le département de l'Ain en région Auvergne-Rhône-Alpes.
Elle fait l'objet d'une inscription au titre des monuments historiques depuis le 9 avril 2008.

## Historique
L'église dépendait anciennement de l'abbaye Saint-Pierre de Gigny. Elle est citée dès le XIIIe siècle, mais a subi diverses transformations, notamment une reconstruction presque complète au XIVe siècle. Le chœur de plan carré, avec sa fenêtre haute et étroite, relève d'un style gothique simple, importé surtout par les ordres religieux. La nef, reconstruite sans doute elle aussi au XIVe siècle et voûtée à l'origine en berceau brisé comme le chœur, a été prolongée en 1865 vers l'ouest avec adjonction d'un clocher (architecte Demierre). Elle reçut alors des voûtes d'arêtes retombant sur pilastres. C'est aussi à cette époque que l'on construit une nouvelle sacristie dans le prolongement du chœur.
Vers le XVe siècle, des familles nobles ont édifié des chapelles privées le long de la nef. La chapelle nord, sous le vocable de Notre-Dame, voûtée sur croisée d'ogives et éclairée par une fenêtre flamboyante, a été bâtie par les seigneurs de Pressiat (famille d'Andelot). Sur le côté sud, s'élève la chapelle Notre-Dame et Saint-Sébastien fondée par Pierre de Civria.
Les peintures qui ornent le chœur ont été découvertes accidentellement en 1986. Il s'agit d'une représentation de saint Pierre sur le mur nord et d'un fragment de Jugement dernier sur le mur oriental, où l'on observe des illustrations du Paradis et des apôtres, ainsi que de l'Enfer et du châtiment des vices. Cet ensemble principal est complété par une Annonciation (fenêtre est), et, dans les parties basses, par divers saints, formant une sorte de retable peint, et par le donateur et son patron.
Cet ensemble de peintures est réalisé avec une grande économie de moyens et une palette réduite: la chaux blanche, le noir au charbon, l'ocre rouge, l'ocre jaune, et une couleur sombre, originellement bleue ou verte, qui a mal résisté au temps. Restauration de l'ensemble des peintures en 1990-1994 par l'atelier Serban Angelescu.
On peut comparer ce Jugement à celui que l'on voit dans l'église Saint-Austremoine d'Issoire. Par ailleurs, on retrouve le châtiment des vices dans de nombreuses églises des Alpes. La datation de l'ensemble ne peut être donnée avec précision en l'absence d'inscriptions ou de sources écrites. Mais par comparaison stylistique, on peut situer ce cycle pictural entre la fin du XIVe siècle et le milieu du XVe siècle. Quant au donateur de ces peintures, on ne peut qu'émettre des hypothèses. On pourrait voir en lui Pierre de Civria, qui vivait à la fin du XIVe siècle et au début du XVe siècle et qui fit construire dans cette même église la chapelle Notre-Dame et Saint-Sébastien.
L'édifice est inscrit au titre des monuments historiques en 2008.